# Bubassos
Bubassos  (grec antic: Βυβασσός, llatí: Bubassus) fou una ciutat de Cària.
No hi ha acord d'on estava situada. Èfor, segons Esteve de Bizanci, l'anomena Bibàston (Βύβασστον), i Diodor de Sicília diu que s'anomenava Bibàston del Quersonès, encara que es referia a la mateixa ciutat. Plini el Vell parla d'una regió de Bubassos, i afegeix que tenia una ciutat, Acant, que també s'anomenava Dulopolis i la situa a la regió de Triòpia. Finalment, Pomponi Mela parla del golf de Bubassos.
Heròdot també parla d'una Bubàssia (Βυβασσίης) al Quersonès, i explica una història dels cnidis, colons dels lacedemonis, que intentaven obrir un canal a través d'un coll de terra molt estret per aïllar la seva península i protegir-se contra els atacs dels perses. Estaven treballant per aconseguir-ho quan Hàrpag va conquerir Jònia. L'istme on van intentar l'excavació tenia cinc estadis d'amplada i era rocós. Diu que aquell territori anomenat Triòpia, penetra al mar i comença a Bubàssia, i tots els cnidis estaven envoltats pel mar excepte per aquest istme. Una consulta a l'oracle de Delfos els va fer desistir d'aquesta empresa.